# Aspirant (stopień strażacki)

Dystynkcje Aspiranta PSP noszone na ubiorze specjalnym.

Aspirant (asp.) – stopień strażacki w korpusie aspirantów Państwowej Straży Pożarnej. Jest on odpowiednikiem stopnia chorążego w Wojsku Polskim. W hierarchii jest stopniem wyższym od młodszego aspiranta oraz niższym od starszego aspiranta.